# Закавказский барсук
Закавказский барсук (лат. Meles canescens, или Meles meles canescens) — вид или подвид барсуков, обитающий в Западной Азии и на некоторых островах Средиземного моря.

## Таксономия
Исторически в роде барсуков выделялся только один вид (Meles meles), и закавказский барсук рассматривался как один из подвидов.
Исследования, опубликованные в начале XXI века, поддержали выделение по меньшей мере трёх видов в составе рода барсуков: европейский барсук (Meles meles), азиатский барсук (Meles leucurus) и японский барсук (Meles anakuma). Некоторые молекулярные и краниологические исследования поддержали видовую самостоятельность закавказского барсука. Эта классификация принята базой данных Американского общества маммологов (ASM Mammal Diversity Database). В обзоре Красной книги МСОП, опубликованном в 2016 году, закавказский барсук указан в качестве подвида.

## Внешний вид
Закавказский барсук меньше европейского барсука, с грязно-сероватой спиной и бурыми участками; форма головы идентична голове номинативного подвида европейского барсука, хотя имеет менее выраженные гребни; верхние коренные зубы удлинены так же, как у азиатского барсука. Мех можно отличить от меха азиатского и японского барсуков по лицевой маске.

## Ареал
Ареал закавказского барсука простирается на север от Анатолии до Кавказских гор, на юг до Леванта и западно-центральной части Ирана, а на восток через горы Тянь-Шань. Он также встречается на средиземноморских островах Крит и Родос. Считается, что граница его ареала с другими подвидами проходит по Северному Кавказу, но чёткая граница не определена, поскольку в некоторых местах ареалы подвидов пересекаются и были выявлены потенциальные гибриды. Закавказский барсук был также обнаружен в Афганистане.